# Cordelia Wege
Milena Cordelia Wege (* 2. Mai 1976 in Halle (Saale)) ist eine deutsche Schauspielerin.

## Leben
Cordelia Wege studierte von 1994 bis 1998 Schauspiel an der Hochschule für Musik und Theater in Leipzig. Für die Rolle der Marie Beaumarchais in der Studentenaufführung des Stückes Clavigo am Schauspiel Leipzig erhielt sie beim Schauspielschultreffen Zürich 1997 einen Solopreis. Von 1998 bis 2001 hatte sie ein Engagement an der Volksbühne Berlin inne, zwischen 2002 und 2003 spielte sie am Schauspielhaus Hamburg. In der Zeit zwischen 2008 und 2013 war sie festes Ensemblemitglied am Schauspiel Leipzig. Seit 2018 steht sie vornehmlich wieder auf Bühnen in Berlin, sei es dem Deutschen Theater Berlin oder dem Berliner Ensemble. Neben der Theaterarbeit ist sie in Fernsehfilmen und -serien zu sehen.
Wege ist mit dem Theaterregisseur Sebastian Hartmann verheiratet, mit dem sie vier Kinder hat. Sie leben in Mecklenburg nahe der brandenburgischen Grenze.

## Theaterrollen
Volksbühne Berlin
- 1998: Terrordrom, Rolle: Anette, Regie: Frank Castorf[5]
- 1999: Gespenster von Henrik Ibsen, Rolle: Regine, Regie: Sebastian Hartmann[6]
- 2000: Traumspiel von August Strindberg, Rolle: Agnes, Regie: Sebastian Hartmann[7]
- 2000: Frau unter Einfluß, Regie: René Pollesch[8]
- 2000: Stalker von Andrej Tarkowskij (Bühnenfassung), Rolle: Frau, Regie: Sebastian Hartmann[9]
- 2002: Der Idiot, Regie: Frank Castorf[10]
- 2004: Mysterium buffo von Wladimir Majakowski, Regie: Sebastian Hartmann[11]

Deutsches Schauspielhaus Hamburg
- 2002: Biedermann und die Brandstifter von Max Frisch, Rolle: Babette, Regie: Sebastian Hartmann[12]
- 2003: Platonow von Anton Tschechov, Rolle: Sofia J., Regie: Sebastian Hartmann[13]
- 2003: Opfer nach Andrej Tarkowskij, Rollen: Maria, Adelaide, Regie: Sebastian Hartmann[14]

Schauspiel Leipzig
- 2008: Matthäuspassion (Triptychon: Die Abendmahlsgäste von Ingmar Bergman [Teil 1], Brand von Henrik Ibsen in der Übertragung von Christian Morgenstern [Teil 2], Matthäuspassion nach dem Neuen Testament und anderen Werken, darunter Johann Sebastian Bachs Matthäus-Passion [Teil 3]), Regie: Sebastian Hartmann[15]
- 2008: Macbeth von William Shakespeare, Regie: Sebastian Hartmann[16]
- 2011: Fanny und Alexander nach dem Drehbuch von Ingmar Bergman, Regie: Sebastian Hartmann[17]
- 2012: Krieg und Frieden von Leo Tolstoi, Co-Produktion Schauspiel Leipzig (Centraltheater) und Ruhrfestspiele in Recklinghausen, Regie: Sebastian Hartmann[18][19]
- 2012: mein faust nach Johann Wolfgang von Goethe, Regie Sebastian Hartmann[20]
- 2013: 5 Minuten nach Tugenjew nach Iwan Turgenjew, Regie: Robert Borgmann
- 2013: Ion nach Euripides, Regie: Armin Petras

Sonstige Spielstätten
- 2018: Ulysses nach James Joyce, Regie: Sebastian Hartmann, Deutsches Theater Berlin[21]
- 2018: Hunger. Peer Gynt nach Knut Hamsun / Henrik Ibsen, Regie: Sebastian Hartmann, Deutsches Theater Berlin[22]
- 2018: Endstation Sehnsucht von Tennessee Williams, Regie: Michael Thalheimer, Berliner Ensemble[23][24][25]
- 2019: Lear von William Shakespeare und Die Politiker von Wolfram Lotz, Regie: Sebastian Hartmann, Deutsches Theater Berlin[26]
- 2020: Der Zauberberg von Thomas Mann, Regie: Sebastian Hartmann, Deutsches Theater Berlin[27]
- 2021: Amok nach Stefan Zweig, Fassung von Cordelia Wege, Regie: Cordelia Wege, Berliner Ensemble[28][29][30]
- 2022: Der Einzige und sein Eigentum von Sebastian Hartmann und PC Nackt nach Max Stirner, Regie: Sebastian Hartmann, Deutsches Theater Berlin[31]

## Filmografie
- 1997: Für alle Fälle Stefanie (Fernsehserie, Folge Lebenslänglich)
- 1998: Ein Mann stürzt ab – Regie: Heide Pils
- 1998: Die Männer vom K3 (Fernsehserie, Folge Tödliches Spiel) – Regie: Jan Růžička
- 1999: Die Wache (Fernsehserie, Folge Die Verführung)
- 2001: Julietta – Regie: Christoph Stark
- 2001: Die Hunde sind schuld – Regie: Andreas Prochaska
- 2002: Hundsköpfe – Regie: Karsten Laske
- 2002: Erste Liebe – Regie: Claudia Prietzel, Peter Henning
- 2004: Ein Goldfisch unter Haien – Regie: Marc-Andreas Bochert
- 2005: Der letzte Zeuge (Fernsehserie, Folge Die Sensationsreporterin)
- 2005: Tatort – Letzte Zweifel – Regie: Christoph Stark
- 2005: Mätressen – Regie: Jan Peter
- 2006: Schliemann und Sophia – Regie: Dror Zahavi
- 2007: Verrückt nach Clara (Fernsehserie, 8 Folgen) – Regie: Sven Bohse, Anja Jacobs
- 2007: Wie küsst man einen Millionär? – Regie: Zoltan Spirandelli
- 2007: Der geheimnisvolle Schatz von Troja
- 2008: Die Liebesflüsterin – Regie: Jakob Schäuffelen
- 2013: Das kleine Gespenst
- 2013, 2015, 2025: SOKO Leipzig (Fernsehserie, 3 Folgen)
- 2016: Spuren des Bösen – Liebe – Regie: Andreas Prochaska
- 2016: Herzensbrecher – Vater von vier Söhnen (Fernsehserie, 12 Folgen)
- 2016: Das weiße Kaninchen – Regie: Florian Schwarz
- 2017: Ein Fall für zwei (2014) – Ohne Skrupel
- 2017–2020: Dark (Fernsehserie, 6 Folgen) – Regie: Baran bo Odar
- 2020: Notruf Hafenkante (Fernsehserie, Folge Schluss mit lustig) – Regie: Oren Schmuckler
- 2020: Ella Schön (Fernsehserie, Folge Schiffbruch)
- 2021: Kommissarin Heller – Panik (Fernsehreihe)
- 2021: Polizeiruf 110: An der Saale hellem Strande (Regie: Thomas Stuber)
- 2022: Letzte Spur Berlin (Fernsehserie, Folge Doomsday)
- 2022: Ollewitz (Fernsehserie, 5 Folgen)
- 2022: Wendland – Stiller und die Geister der Vergangenheit
- 2023: Nord bei Nordost – Westend
- 2024: Tatort: Borowski und der Wiedergänger
- 2024: Jenseits der Spree (Fernsehserie, Folge Invasion)
- 2024: Tatort: Man stirbt nur zweimal

## Kunstprojekte
- Hamlet X von Herbert Fritsch

## Auszeichnungen
- 1997: Solopreis des Förderpreises für Schauspielstudenten des Bundesministers für Bildung, Wissenschaft, Forschung und Technologie der Bundesrepublik Deutschland für die Darstellung der Marie Beaumarchais in Clavigo beim Schauspielschultreffen Zürich[32]
- 2000: Nachwuchsschauspielerin des Jahres 2000 Theater heute